# جک ریچر
جک ریچر (به انگلیسی: Jack Reacher) نام یک قهرمان خیالی از مجموعه رمان‌های جنایی و دلهره‌آور نویسنده بریتانیایی‌تبار لی چایلد است. ریچر پس از ترک ارتش ایالات متحده به عنوان سرگرد در پلیس نظامی آن در سن ۳۶ سالگی، در ایالات متحده پرسه می‌زند و کارهای عجیب و غریب می‌کند و موقعیت‌های مشکوک و اغلب خطرناک را بررسی می‌کند. تا ۲۷ اکتبر ۲۰۲۱، ۲۶ رمان منتشر شده‌است که جدیدترین آنها همان بهتر که بمیرم و همچنین چند داستان کوتاه است. دو فیلم سینمایی با بازی تام کروز در نقش ریچر به نام‌های جک ریچر (۲۰۱۲) و جک ریچر: هرگز بازنگرد (۲۰۱۶) اقتباس شده‌است. در حالی که رمان سوم در سریال جک ریچر (۲۰۲۲) با بازی آلن ریچسون در نقش ریچر اقتباس شده‌است.